# Higino Cunha
Higino Cícero da Cunha (São José das Cajazeiras, 11 de janeiro de 1858 — Teresina, 16 de novembro de 1943) foi um escritor, jornalista, advogado e político brasileiro.

## Biografia
Nasceu no sítio Bacuri, no município maranhense de São José das Cajazeiras, atualmente Timon, bem próximo a Teresina, capital do Piauí.
Iniciou os estudos na casa paterna, orientado pelos irmãos mais velhos. Aos 12 anos mudou-se para Teresina para estudar e trabalhar no comércio. Aos vinte anos de idade, foi continuar os estudos em São Luís, onde realizou os preparatórios para o curso jurídico, entre 1878 e 1880. Em 1881 ingressou na Faculdade de Direito do Recife. Durante o curso colaborou no jornal pernambucano Folha do Norte. Diplomado em 1885, retornou ao Piauí, dando início à sua trajetória política.
Após a renúncia do marechal Deodoro da Fonseca em 23 de novembro de 1891, o governador do Piauí Gabriel Luís Ferreira foi deposto em 21 de dezembro mesmo ano, sendo substituído por uma junta governativa presidida pelo tenente-coronel João Domingos Ramos, e da qual fez parte Higino Cunha juntamente com Clodoaldo Freitas, José Eusébio de Carvalho Oliveira, Elias Firmino de Sousa Martins e José Pereira Lopes, até 29 de dezembro, quando João Domingos Ramos assumiu sozinho o governo do estado.
Em 1895 mudou-se para o Amazonas, onde trabalhou como advogado e jornalista, colaborando com os jornais A Federação e O Estado do Amazonas. No ano seguinte, em razão de desentendimentos políticos com o governador Fileto Pires Ferreira, retornou ao Piauí e tornou-se juiz de direito na cidade de Itamarati no estado do Piauí.
Foi um dos fundadores da Academia Piauiense de Letras, e o primeiro ocupante da cadeira nº 7, cujo patrono era Anísio Auto de Abreu. Presidiu a academia por dois períodos: de 1919 a 1924, em sucessão a Clodoaldo Freitas, e no período de 1929 a 1943, somando cerca de vinte anos. Em 1918 foi presidente do Instituto Histórico e Geográfico do Piauí.
Foi também professor do Liceu Piauiense, da Escola Normal e da Faculdade de Direito do Piauí. Como jornalista colaborou no Diário do Piauí, A Democracia, Correio de Teresina, Gazeta do Comércio e A República. também procurador dos feitos da Fazenda estadual, cargo no qual se aposentou em 1925.
É autor das seguintes obras: Pro Veritate (1883), Asineide (1897), O idealismo filosófico e o ideal artístico (1913), Discursos acadêmicos (1921), O teatro em Teresina (1923), O ensino normalista no Piauí (1923), Histórias das rebeliões no Piauí (1924), Os revolucionários no Sul do Brasil (1926), O assassínio do juiz federal (1928), A defesa do professor Leopoldo Cunha (1934), A Igreja Católica e a nova constituição da República (1934) e Memórias: traços autobiográficos (1940).